# Usia loewi
Usia loewi är en tvåvingeart som beskrevs av Becker 1906. Usia loewi ingår i släktet Usia och familjen svävflugor. Inga underarter finns listade i Catalogue of Life.